# Cámara Alta

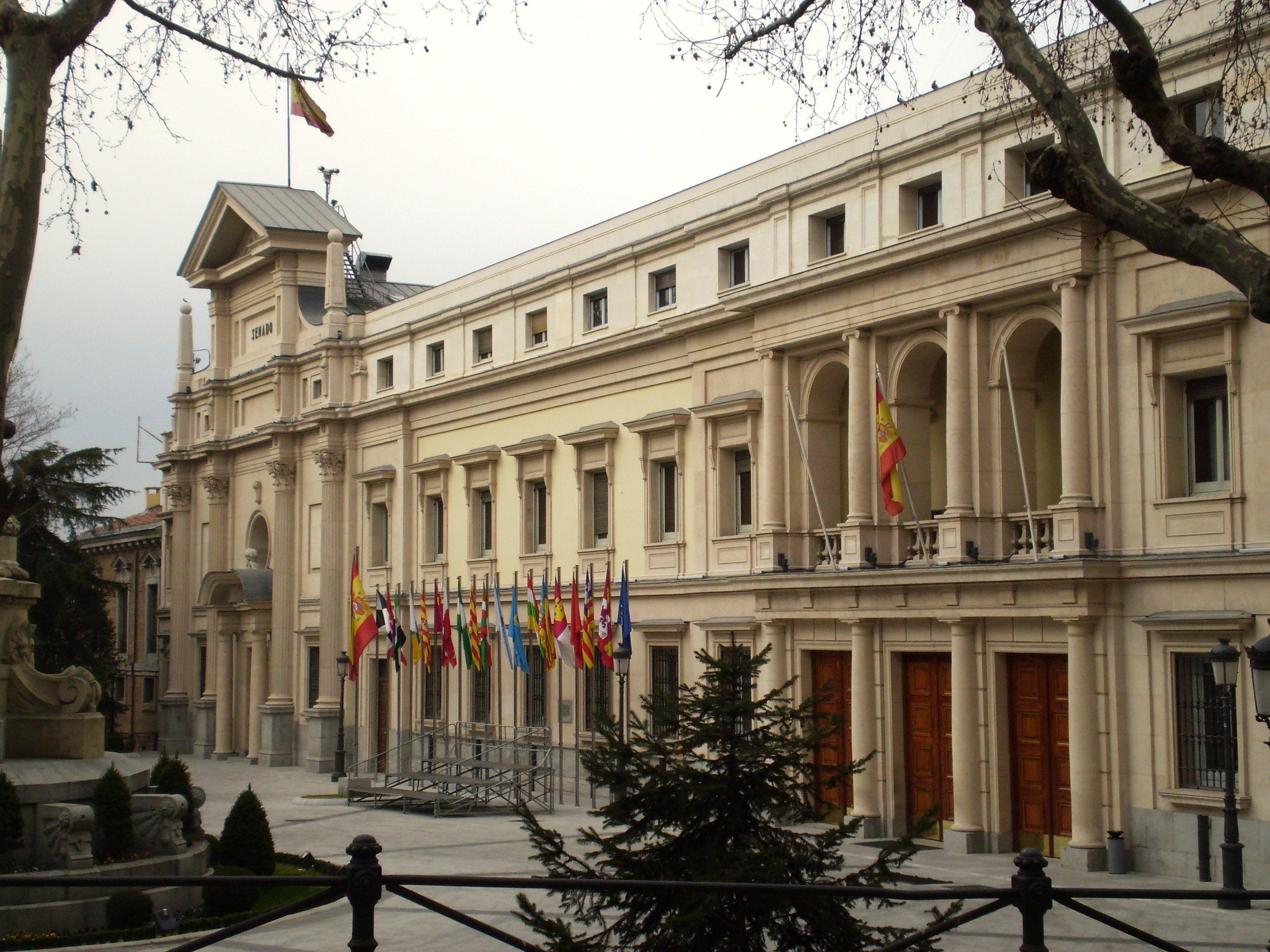
Senado de España, Cámara Alta del Parlamento español.

La Cámara Alta, Cámara de Senadores o Senado es el órgano del poder legislativo que, en un sistema bicameral, representa a los ciudadanos y/o los territorios siguiendo, generalmente, alguno de los siguientes sistemas:
- Por libre elección mediante sufragio universal. En este caso se trata de una cámara de «segunda lectura» que sigue el mismo proceso que la Cámara Baja.
- Una parte elegida por sufragio universal y otra parte por representación territorial. Este es el modelo español, donde una parte de los miembros es elegida directamente por los ciudadanos y otra parte es designada por las asambleas legislativas de las comunidades autónomas.
- Todos o parte de los miembros de la cámara ostentan una representación vitalicia en virtud de un título (nobiliario), de una condición personal intransferible (haber sido presidente del Gobierno o de la República, por ejemplo) o por haber sido designados para ese puesto por una autoridad (caso de la composición del Senado español en 1977 donde una parte de los senadores eran elegidos por el rey).[2] Es también el caso de la Cámara Alta del Reino Unido, llamada Cámara de los Lores.[3]